# Final de Ascenso 2010-11
La Final de Ascenso 2010-11 fue una llave de definición en la cual se enfrentó el campeón del Torneo Apertura 2010: Tijuana, contra el campeón del Torneo Clausura 2011: Irapuato, disputándose en partidos de ida y vuelta, para determinar al equipo que ascendería a la Primera División. El Tijuana se consagró campeón de este torneo tras vencer al Irapuato con un marcador global de 2-1, y teniendo el derecho de ascender a la Primera División de México, en lugar del descendido Necaxa.

## Sistema de competición
Disputarán el ascenso a la Primera División los campeones de los Torneos Apertura 2010 y Clausura 2011. El Club con mayor número de puntos en la Tabla General de Clasificación de la Temporada 2010-2011, (tabla que suma los puntos obtenidos por los Clubes participantes durante ambos Torneos) y tomando en cuenta los criterios de desempate establecidos en el reglamento de competencia, será el que juegue como local el partido de vuelta, eligiendo el horario del mismo y debiéndose jugar obligatoriamente en miércoles y sábado.
El Club vencedor de la Final de Ascenso a la Primera División será aquel que en los dos partidos anote el mayor número de goles, criterio conocido como marcador global. Si al término del tiempo reglamentario el partido está empatado, se agregarán dos tiempos extras de 15 minutos cada uno. De persistir el empate en estos periodos, se procederá a lanzar tiros penales, hasta que resulte un vencedor.
Si el Club vencedor es el mismo en los dos Torneos, se producirá el ascenso automáticamente.

## Información de los equipos
| Equipo   | Entrenador        | Estadio            | Ciudad                   | Capacidad |
| -------- | ----------------- | ------------------ | ------------------------ | --------- |
| Tijuana  | Joaquín del Olmo  | Caliente           | Tijuana, Baja California | 23 986    |
| Irapuato | Ignacio Rodríguez | Sergio León Chávez | Irapuato, Guanajuato     | 28 500    |

## Partidos

### Tijuana-Irapuato
| 18 de mayo del 2011, 20:30 | Irapuato | 0:0 | Tijuana | Estadio Sergio León Chávez, Irapuato, Guanajuato |  |
|                            |          |     |         | Árbitro(s): César Arturo Ramos                   |  |

| 21 de mayo del 2011, 13:00 (local), 15:00 (centro) | Tijuana               | 2:1 (2:1) | Irapuato          | Estadio Caliente, Tijuana, Baja California |                                 |
|                                                    | Corona 28' · Gerk 31' |           | Molina 37' (a.g.) | Asistencia: 16 000 espectadores            | Asistencia: 16 000 espectadores |
| Tijuana Campeón de Ascenso 2010-11 (2:1).          |                       |           |                   |                                            |                                 |

#### Final - Ida
| 1     | POR   | Adrián Martínez    |     |
| 2     | DEF   | Margarito González |     |
| 6     | DEF   | Francisco Razo     |     |
| 13    | DEF   | Gandhi Vega        |     |
| 8     | MED   | Jorge Marique      |     |
| 16    | MED   | Arturo Alvarado    |     |
| 27    | MED   | Gerardo Gómez      | 73' |
| 21    | MED   | Parejita López     | 64' |
| 10    | DEL   | Cuauhtémoc Blanco  |     |
| 11    | DEL   | Ariel González     |     |
| 45    | DEL   | José Gutiérrez     | 74' |
| D. T. | D. T. | Ignacio Rodríguez  |     |

| 25    | POR   | Leonin Pineda     |     |
| 3     | DEF   | Javier Gandolfi   |     |
| 4     | DEF   | Miguel Almazán    |     |
| 5     | DEF   | Joshua Abrego     |     |
| 22    | DEF   | Juan Carlos Núñez |     |
| 23    | MED   | Richard Ruíz      |     |
| 28    | MED   | Fernando Santana  |     |
| 16    | MED   | Gerardo Galindo   |     |
| 10    | DEL   | Raúl Enríquez     | 84' |
| 11    | DEL   | Luis Orozco       | 74' |
| 13    | DEL   | Alejandro Molina  | 67' |
| D. T. | D. T. | Joaquín del Olmo  |     |

| 28 | Delantero      | Luis Valdés      | 64' |
| 23 | Centrocampista | Javier Saavedra  | 73' |
| 18 | Centrocampista | Esteban González | 74' |

| 24 | Centrocampista | Javier Yacuzzi | 67' |
| 9  | Delantero      | Mauro Gerk     | 74' |
| 29 | Centrocampista | Armando Pulido | 84' |

| 63' · 67' · 72' · 87' | Gerardo Gómez Gandhi Vega Jorge Marique Cuauhtémoc Blanco |

| 60' · 86' | Gerardo Galindo Joshua Abrego |

| Principal  | César Arturo Ramos Palazuelos |
| Asistentes | Pablo Israel Hernández Luna   |
|            | José Ángel Zazueta López      |
| Cuarto     | César Esteban Moreno Roa      |

| Alineación inicial |

| 1     | POR   | Adrián Martínez    |     |
| 2     | DEF   | Margarito González |     |
| 6     | DEF   | Francisco Razo     |     |
| 13    | DEF   | Gandhi Vega        |     |
| 8     | MED   | Jorge Marique      |     |
| 16    | MED   | Arturo Alvarado    |     |
| 27    | MED   | Gerardo Gómez      | 73' |
| 21    | MED   | Parejita López     | 64' |
| 10    | DEL   | Cuauhtémoc Blanco  |     |
| 11    | DEL   | Ariel González     |     |
| 45    | DEL   | José Gutiérrez     | 74' |
| D. T. | D. T. | Ignacio Rodríguez  |     |

| 25    | POR   | Leonin Pineda     |     |
| 3     | DEF   | Javier Gandolfi   |     |
| 4     | DEF   | Miguel Almazán    |     |
| 5     | DEF   | Joshua Abrego     |     |
| 22    | DEF   | Juan Carlos Núñez |     |
| 23    | MED   | Richard Ruíz      |     |
| 28    | MED   | Fernando Santana  |     |
| 16    | MED   | Gerardo Galindo   |     |
| 10    | DEL   | Raúl Enríquez     | 84' |
| 11    | DEL   | Luis Orozco       | 74' |
| 13    | DEL   | Alejandro Molina  | 67' |
| D. T. | D. T. | Joaquín del Olmo  |     |

| 28 | Delantero      | Luis Valdés      | 64' |
| 23 | Centrocampista | Javier Saavedra  | 73' |
| 18 | Centrocampista | Esteban González | 74' |

| 24 | Centrocampista | Javier Yacuzzi | 67' |
| 9  | Delantero      | Mauro Gerk     | 74' |
| 29 | Centrocampista | Armando Pulido | 84' |

| 63' · 67' · 72' · 87' | Gerardo Gómez Gandhi Vega Jorge Marique Cuauhtémoc Blanco |

| 60' · 86' | Gerardo Galindo Joshua Abrego |

| Principal  | César Arturo Ramos Palazuelos |
| Asistentes | Pablo Israel Hernández Luna   |
|            | José Ángel Zazueta López      |
| Cuarto     | César Esteban Moreno Roa      |

| Alineación inicial |

| 1     | POR   | Adrián Martínez    |     |
| 2     | DEF   | Margarito González |     |
| 6     | DEF   | Francisco Razo     |     |
| 13    | DEF   | Gandhi Vega        |     |
| 8     | MED   | Jorge Marique      |     |
| 16    | MED   | Arturo Alvarado    |     |
| 27    | MED   | Gerardo Gómez      | 73' |
| 21    | MED   | Parejita López     | 64' |
| 10    | DEL   | Cuauhtémoc Blanco  |     |
| 11    | DEL   | Ariel González     |     |
| 45    | DEL   | José Gutiérrez     | 74' |
| D. T. | D. T. | Ignacio Rodríguez  |     |

| 25    | POR   | Leonin Pineda     |     |
| 3     | DEF   | Javier Gandolfi   |     |
| 4     | DEF   | Miguel Almazán    |     |
| 5     | DEF   | Joshua Abrego     |     |
| 22    | DEF   | Juan Carlos Núñez |     |
| 23    | MED   | Richard Ruíz      |     |
| 28    | MED   | Fernando Santana  |     |
| 16    | MED   | Gerardo Galindo   |     |
| 10    | DEL   | Raúl Enríquez     | 84' |
| 11    | DEL   | Luis Orozco       | 74' |
| 13    | DEL   | Alejandro Molina  | 67' |
| D. T. | D. T. | Joaquín del Olmo  |     |

| 28 | Delantero      | Luis Valdés      | 64' |
| 23 | Centrocampista | Javier Saavedra  | 73' |
| 18 | Centrocampista | Esteban González | 74' |

| 24 | Centrocampista | Javier Yacuzzi | 67' |
| 9  | Delantero      | Mauro Gerk     | 74' |
| 29 | Centrocampista | Armando Pulido | 84' |

| 63' · 67' · 72' · 87' | Gerardo Gómez Gandhi Vega Jorge Marique Cuauhtémoc Blanco |

| 60' · 86' | Gerardo Galindo Joshua Abrego |

| Principal  | César Arturo Ramos Palazuelos |
| Asistentes | Pablo Israel Hernández Luna   |
|            | José Ángel Zazueta López      |
| Cuarto     | César Esteban Moreno Roa      |

| Alineación inicial |

| 1     | POR   | Adrián Martínez    |     |
| 2     | DEF   | Margarito González |     |
| 6     | DEF   | Francisco Razo     |     |
| 13    | DEF   | Gandhi Vega        |     |
| 8     | MED   | Jorge Marique      |     |
| 16    | MED   | Arturo Alvarado    |     |
| 27    | MED   | Gerardo Gómez      | 73' |
| 21    | MED   | Parejita López     | 64' |
| 10    | DEL   | Cuauhtémoc Blanco  |     |
| 11    | DEL   | Ariel González     |     |
| 45    | DEL   | José Gutiérrez     | 74' |
| D. T. | D. T. | Ignacio Rodríguez  |     |

| 25    | POR   | Leonin Pineda     |     |
| 3     | DEF   | Javier Gandolfi   |     |
| 4     | DEF   | Miguel Almazán    |     |
| 5     | DEF   | Joshua Abrego     |     |
| 22    | DEF   | Juan Carlos Núñez |     |
| 23    | MED   | Richard Ruíz      |     |
| 28    | MED   | Fernando Santana  |     |
| 16    | MED   | Gerardo Galindo   |     |
| 10    | DEL   | Raúl Enríquez     | 84' |
| 11    | DEL   | Luis Orozco       | 74' |
| 13    | DEL   | Alejandro Molina  | 67' |
| D. T. | D. T. | Joaquín del Olmo  |     |

| 28 | Delantero      | Luis Valdés      | 64' |
| 23 | Centrocampista | Javier Saavedra  | 73' |
| 18 | Centrocampista | Esteban González | 74' |

| 24 | Centrocampista | Javier Yacuzzi | 67' |
| 9  | Delantero      | Mauro Gerk     | 74' |
| 29 | Centrocampista | Armando Pulido | 84' |

| 63' · 67' · 72' · 87' | Gerardo Gómez Gandhi Vega Jorge Marique Cuauhtémoc Blanco |

| 60' · 86' | Gerardo Galindo Joshua Abrego |

| Principal  | César Arturo Ramos Palazuelos |
| Asistentes | Pablo Israel Hernández Luna   |
|            | José Ángel Zazueta López      |
| Cuarto     | César Esteban Moreno Roa      |

| Alineación inicial |

#### Final-Vuelta
| 22    | POR   | Tony Garcia      |     |
| 3     | DEF   | Javier Gandolfi  | 63' |
| 5     | DEF   | Joshua Abrego    |     |
| 15    | DEF   | Joe Corona       |     |
| 16    | MED   | Gerardo Galindo  |     |
| 17    | MED   | Félix Ayala      | 72' |
| 23    | MED   | Richard Ruíz     |     |
| 24    | MED   | Javier Yacuzzi   |     |
| 9     | DEL   | Mauro Gerk       | 60' |
| 10    | DEL   | Raúl Enríquez    |     |
| 13    | DEL   | Alejandro Molina |     |
| D. T. | D. T. | Joaquín del Olmo |     |

| 1     | POR   | Adrián Martínez      |     |
| 2     | DEF   | Margarito González   |     |
| 13    | DEF   | Gandhi Vega          |     |
| 44    | DEF   | Juan Carlos Arellano |     |
| 8     | MED   | Jorge Marique        |     |
| 16    | MED   | Arturo Alvarado      | 75' |
| 27    | MED   | Gerardo Gómez        |     |
| 58    | MED   | Efraín Cruz          | 33' |
| 11    | DEL   | Ariel González       | 55' |
| 28    | DEL   | Luis Valdés          |     |
| 45    | DEL   | José Gutiérrez       |     |
| D. T. | D. T. | Ignacio Rodríguez    |     |

| 11 | Delantero | Luis Orozco       | 60' |
| 4  | Defensa   | Miguel Almazán    | 63' |
| 22 | Defensa   | Juan Carlos Núñez | 72' |

| 21 | Centrocampista | Parejita López      | 33' |
| 7  | Delantero      | Alejandro Castillo  | 55' |
| 19 | Centrocampista | Jonathan Miramontes | 75' |

| 28' · 31' | Joe Corona Mauro Gerk | 1:0 2:0 |

| 37' | Alejandro Molina | 2:1 |

| 4' · 49' | Félix Ayala Gerardo Galindo |

| 22' · 46' · 65' | Efraín Cruz Luis Valdés Gandhi Vega |

| Principal  | Oscar Macías Romo              |
| Asistentes | Miguel Ángel Chua Ortíz        |
|            | Miguel Ángel Hernández Paredes |
| Cuarto     | Baruch Absalón Castellanos     |

| Alineación inicial |

| 22    | POR   | Tony Garcia      |     |
| 3     | DEF   | Javier Gandolfi  | 63' |
| 5     | DEF   | Joshua Abrego    |     |
| 15    | DEF   | Joe Corona       |     |
| 16    | MED   | Gerardo Galindo  |     |
| 17    | MED   | Félix Ayala      | 72' |
| 23    | MED   | Richard Ruíz     |     |
| 24    | MED   | Javier Yacuzzi   |     |
| 9     | DEL   | Mauro Gerk       | 60' |
| 10    | DEL   | Raúl Enríquez    |     |
| 13    | DEL   | Alejandro Molina |     |
| D. T. | D. T. | Joaquín del Olmo |     |

| 1     | POR   | Adrián Martínez      |     |
| 2     | DEF   | Margarito González   |     |
| 13    | DEF   | Gandhi Vega          |     |
| 44    | DEF   | Juan Carlos Arellano |     |
| 8     | MED   | Jorge Marique        |     |
| 16    | MED   | Arturo Alvarado      | 75' |
| 27    | MED   | Gerardo Gómez        |     |
| 58    | MED   | Efraín Cruz          | 33' |
| 11    | DEL   | Ariel González       | 55' |
| 28    | DEL   | Luis Valdés          |     |
| 45    | DEL   | José Gutiérrez       |     |
| D. T. | D. T. | Ignacio Rodríguez    |     |

| 11 | Delantero | Luis Orozco       | 60' |
| 4  | Defensa   | Miguel Almazán    | 63' |
| 22 | Defensa   | Juan Carlos Núñez | 72' |

| 21 | Centrocampista | Parejita López      | 33' |
| 7  | Delantero      | Alejandro Castillo  | 55' |
| 19 | Centrocampista | Jonathan Miramontes | 75' |

| 28' · 31' | Joe Corona Mauro Gerk | 1:0 2:0 |

| 37' | Alejandro Molina | 2:1 |

| 4' · 49' | Félix Ayala Gerardo Galindo |

| 22' · 46' · 65' | Efraín Cruz Luis Valdés Gandhi Vega |

| Principal  | Oscar Macías Romo              |
| Asistentes | Miguel Ángel Chua Ortíz        |
|            | Miguel Ángel Hernández Paredes |
| Cuarto     | Baruch Absalón Castellanos     |

| Alineación inicial |

| 22    | POR   | Tony Garcia      |     |
| 3     | DEF   | Javier Gandolfi  | 63' |
| 5     | DEF   | Joshua Abrego    |     |
| 15    | DEF   | Joe Corona       |     |
| 16    | MED   | Gerardo Galindo  |     |
| 17    | MED   | Félix Ayala      | 72' |
| 23    | MED   | Richard Ruíz     |     |
| 24    | MED   | Javier Yacuzzi   |     |
| 9     | DEL   | Mauro Gerk       | 60' |
| 10    | DEL   | Raúl Enríquez    |     |
| 13    | DEL   | Alejandro Molina |     |
| D. T. | D. T. | Joaquín del Olmo |     |

| 1     | POR   | Adrián Martínez      |     |
| 2     | DEF   | Margarito González   |     |
| 13    | DEF   | Gandhi Vega          |     |
| 44    | DEF   | Juan Carlos Arellano |     |
| 8     | MED   | Jorge Marique        |     |
| 16    | MED   | Arturo Alvarado      | 75' |
| 27    | MED   | Gerardo Gómez        |     |
| 58    | MED   | Efraín Cruz          | 33' |
| 11    | DEL   | Ariel González       | 55' |
| 28    | DEL   | Luis Valdés          |     |
| 45    | DEL   | José Gutiérrez       |     |
| D. T. | D. T. | Ignacio Rodríguez    |     |

| 11 | Delantero | Luis Orozco       | 60' |
| 4  | Defensa   | Miguel Almazán    | 63' |
| 22 | Defensa   | Juan Carlos Núñez | 72' |

| 21 | Centrocampista | Parejita López      | 33' |
| 7  | Delantero      | Alejandro Castillo  | 55' |
| 19 | Centrocampista | Jonathan Miramontes | 75' |

| 28' · 31' | Joe Corona Mauro Gerk | 1:0 2:0 |

| 37' | Alejandro Molina | 2:1 |

| 4' · 49' | Félix Ayala Gerardo Galindo |

| 22' · 46' · 65' | Efraín Cruz Luis Valdés Gandhi Vega |

| Principal  | Oscar Macías Romo              |
| Asistentes | Miguel Ángel Chua Ortíz        |
|            | Miguel Ángel Hernández Paredes |
| Cuarto     | Baruch Absalón Castellanos     |

| Alineación inicial |

| 22    | POR   | Tony Garcia      |     |
| 3     | DEF   | Javier Gandolfi  | 63' |
| 5     | DEF   | Joshua Abrego    |     |
| 15    | DEF   | Joe Corona       |     |
| 16    | MED   | Gerardo Galindo  |     |
| 17    | MED   | Félix Ayala      | 72' |
| 23    | MED   | Richard Ruíz     |     |
| 24    | MED   | Javier Yacuzzi   |     |
| 9     | DEL   | Mauro Gerk       | 60' |
| 10    | DEL   | Raúl Enríquez    |     |
| 13    | DEL   | Alejandro Molina |     |
| D. T. | D. T. | Joaquín del Olmo |     |

| 1     | POR   | Adrián Martínez      |     |
| 2     | DEF   | Margarito González   |     |
| 13    | DEF   | Gandhi Vega          |     |
| 44    | DEF   | Juan Carlos Arellano |     |
| 8     | MED   | Jorge Marique        |     |
| 16    | MED   | Arturo Alvarado      | 75' |
| 27    | MED   | Gerardo Gómez        |     |
| 58    | MED   | Efraín Cruz          | 33' |
| 11    | DEL   | Ariel González       | 55' |
| 28    | DEL   | Luis Valdés          |     |
| 45    | DEL   | José Gutiérrez       |     |
| D. T. | D. T. | Ignacio Rodríguez    |     |

| 11 | Delantero | Luis Orozco       | 60' |
| 4  | Defensa   | Miguel Almazán    | 63' |
| 22 | Defensa   | Juan Carlos Núñez | 72' |

| 21 | Centrocampista | Parejita López      | 33' |
| 7  | Delantero      | Alejandro Castillo  | 55' |
| 19 | Centrocampista | Jonathan Miramontes | 75' |

| 28' · 31' | Joe Corona Mauro Gerk | 1:0 2:0 |

| 37' | Alejandro Molina | 2:1 |

| 4' · 49' | Félix Ayala Gerardo Galindo |

| 22' · 46' · 65' | Efraín Cruz Luis Valdés Gandhi Vega |

| Principal  | Oscar Macías Romo              |
| Asistentes | Miguel Ángel Chua Ortíz        |
|            | Miguel Ángel Hernández Paredes |
| Cuarto     | Baruch Absalón Castellanos     |

| Alineación inicial |

| Campeón de Ascenso 2010-11     |
| ------------------------------ |
|                                |
| Tijuana                        |
| 1.º Título                     |
| Asciende a la Primera División |

## Estadísticas

### Goleadores
| Jugador    | Equipo  | Goles |
| ---------- | ------- | ----- |
| Joe Corona | Tijuana | 1     |
| Mauro Gerk | Tijuana | 1     |

### Jugadores premiados
| Jugadores premiados  | Jugadores premiados       |
| -------------------- | ------------------------- |
| Mejor jugador        | Joe Corona (Tijuana)      |
| Mejor portero        | Leonín Pineda (Tijuana)   |
| Mejor defensa        | Javier Gandolfi (Tijuana) |
| Mejor centrocampista | Joe Corona (Tijuana)      |
| Mejor delantero      | Mauro Gerk (Tijuana)      |